# Tacolneston
Tacolneston – wieś w Anglii, w hrabstwie Norfolk, w dystrykcie South Norfolk. Leży 17 km na południowy zachód od Norwich i 142 km na północny wschód od Londynu. Miejscowość liczy 700 mieszkańców.